# Universidad Politécnica de El Salvador

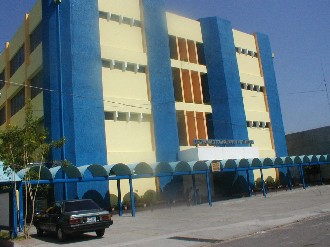
Edificio de Aulas (Universidad Politécnica de El Salvador).

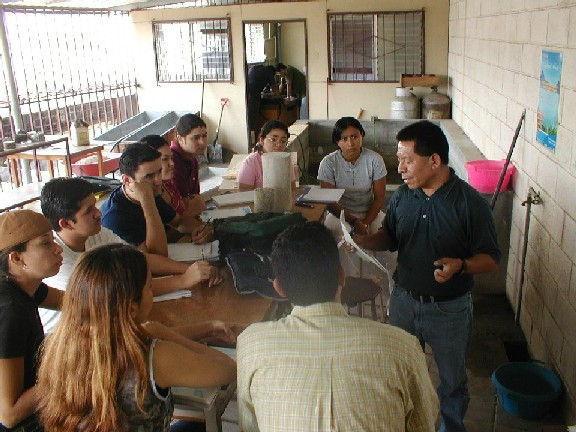
Estudiantes en el laboratorio de Materiales de Construcción (Universidad Politécnica de El Salvador).

La Universidad Politécnica de El Salvador (UPES) es una universidad de utilidad pública, de capital privado, no lucrativa y carácter multidisciplinario, que forma parte del sistema de educación superior de la República de El Salvador.

## Historia
La UPES fue fundada el 8 de febrero de 1979 por cuarenta profesionales. En sus primeros años la universidad contó con el patrocinio de la Asociación de Profesionales en Tecnología, Sociedad Anónima de Capital Variable (APTESA), hasta volverse autofinanciable.
En el mes de marzo de 1979, la Universidad Politécnica inició sus labores académicas con las carreras de Arquitectura, Ingeniería Civil, Ingeniería Industrial, Ingeniería Eléctrica, Ingeniería Química e Ingeniería Agroindustrial, todas ellas pertenecían a la Facultad de Ingeniería y Arquitectura; con el transcurso del tiempo se incorporaron a esta Facultad las carreras de Ingeniería Agronómica, Ingeniería en Ciencias de la Computación y Técnico en Sistemas de Computación. Posteriormente, en febrero de 1983, la Universidad fundó la Facultad de Ciencias Económicas ofertando las carreras de Licenciatura en Administración de Empresas, Licenciatura en Economía, Licenciatura en Contaduría Pública, Licenciatura en Mercadotecnia y Técnico en Comercialización. La Facultad de Ciencias Jurídicas y Sociales se creó en enero de 1992 con la carrera de Licenciatura en Ciencias Jurídicas.
La Universidad ha desarrollado proyectos de investigación y programas de orden social, los cuales, están enfocados a la atención y resolución de necesidades concretas planteadas por instituciones públicas y privadas y de comunidades que están organizadas en función de su propio desarrollo. 
También, ha firmado convenios con los Consejos Departamentales de Alcaldes de algunos Departamentos de El Salvador y mediante la Red de Universidades de El Salvador para el Desarrollo Sostenible a Nivel Local, REDULOCAL, red a la cual pertenece desde el año 2000. También está afiliada a AUPRIDES, que es la Asociación de Universidades Privadas de El Salvador.
La Universidad Politécnica cuenta con tres facultades en las que se administran 10 carreras, su población estudiantil es de aproximadamente 2000 alumnos, que son atendidos por 147 docentes a tiempo completo, tiempo parcial y por hora clase.
Las instalaciones de la universidad están ubicadas en las inmediaciones del Centro de Gobierno de la Ciudad de San Salvador, cuenta con laboratorios, una biblioteca, instalaciones deportivas y centros de Cómputo.

## Pregrados
Facultad de Ingeniería y Arquitectura
- Arquitectura
- Ingeniería en Ciencias de la Computación
- Ingeniería Eléctrica
- Ingeniería Industrial
- Ingeniería Civil
- Técnico en Sistemas de computación

Facultad de Ciencias Económicas y Empresariales
- Licenciatura en Administración de Empresas
- Licenciatura en Contaduría Pública
- Licenciatura en Mercadotecnia

Facultad de Jurisprudencia
- Licenciatura en Ciencias Jurídicas

## Postgrados
Los programas de Postgrado de la UPES permiten continuar con el proceso de especialización profesional. Se cuenta con el soporte de instituciones internacionales como son la Universidad Politécnica de Madrid (UPM), y la Universidad Rey Juan Carlos, España. Los postgrados que imparte son los siguientes:
- Máster en Prevención de Riesgos Laborales y Seguridad en Minería, Energía, Obras Subterráneas e Industrias Afines
- Máster en Medio Ambiente Urbano
- Máster en Gestión de Tecnologías de Información y de las Comunicaciones